# 亞歷山大·卡拉瓦耶夫
亞歷山大·亚历山德罗维奇·卡拉華耶夫（烏克蘭語：Олександр Олександрович Караваєв；1992年6月2日—），是一名烏克蘭職業足球員，現時效力於烏克蘭足球超級聯賽球會基輔戴拿模，亦效力烏克蘭國家足球隊。司職中場。

## 國家隊生涯
卡拉瓦耶夫曾為烏克蘭各階青年國家隊上陣。2015年，他獲烏克蘭國家足球隊徵召並上陣。

## 榮譽
薩克達
- 烏克蘭足球超級聯賽：2010-11賽季、2011-12賽季
- 烏克蘭超級盃：2010年
- 烏克蘭盃：2011年、2012年

塞凡堡
- 烏克蘭足球甲級聯賽：2012-13賽季